# Cuộc nổi dậy ở Ba Xuyên (1841)
Cuộc nổi dậy ở Ba Xuyên năm 1841, là một cuộc nổi dậy chống lại nhà Nguyễn thời vua Thiệu Trị, xảy ra trên địa bàn phủ Ba Xuyên lúc bấy giờ (nay là tỉnh Sóc Trăng, Việt Nam), do hai thủ lĩnh là Sơn Tốt và Trần Lâm cùng chỉ huy, khởi phát từ tháng 3 năm Tân Sửu (1841) đến khoảng đầu năm sau (1842) thì bị đánh tan.

## Thông tin mở đầu

### Địa bàn cuộc nổi dậy
Theo Đại Nam nhất thống chí, thì phủ Ba Xuyên, cách tỉnh thành An Giang 264 dặm về phía Đông Nam, nguyên là đất Ba Thắc, sau lập thành phủ An Biên. Năm Minh Mạng thứ 16 (1835), đổi tên là phủ Ba Xuyên. Trong di cảo của học giả Trương Vĩnh Ký còn cho biết rằng: Sóc Trăng tức Srock Khleang, phiên theo cách gọi Khmer, và có nghĩa là kho báu, kho bạc.
Sóc Trăng thời Minh Mạng được gọi là Nguyệt Giang, do ép chữ "Sóc" thành "Sông", "Trăng" thành "Nguyệt"; nhưng sau đó lại đổi tên thành Ba Xuyên khi thành lập phủ vào năm 1835. Khi ấy, phủ Ba Xuyên gồm 3 tổng (sau đổi thành huyện): Vĩnh Định, Phong Nhiêu và Phong Thạnh. Năm 1889, Pháp nâng phủ thành tỉnh lấy tên cũ là Sóc Trăng

### Thủ lĩnh cuộc nổi dậy
- Sơn Tốt (? - 1841), người Khmer, nguyên là một thổ mục ở phủ Ba Xuyên thời Nguyễn, từng giữ chức Quản cơ trong quân đội triều đình. Theo Ban dân tộc ở hai tỉnh là Sóc Trăng và Kiên Giang, thì Sơn Tốt rất có thể là Sna-Tea (Sơn Nam phiên âm là Xa-ne Tia), một nhân vật được chép trong tài liệu của nhà chùa và được nhắc đến trong các truyền thuyết ở địa phương[2].
- Trần Lâm (Srok Lim?, sinh:? - 1842), người Hoa, nguyên là An phủ sứ[3] Ba Xuyên[4]. Vì bị Tri phủ Lê Quang Khiêm ức hiếp, lấy mất hai chiếc thuyền nên oán giận rổi tụ họp bè đảng hơn 5-6 nghìn người vây đánh huyện Vĩnh Định.[5][6]

Hiện nay chưa có thông tin chi tiết về hai ông.

## Nguyên nhân
Bất bình với chính sách "đồn điền" của triều Nguyễn, vì nó đã tạo ra cơ hội cho quan lại cùng địa chủ đổ xô đến Ba Xuyên, Lạc Hóa...chiếm đoạt ruộng đất . Bên cạnh đó, chủ trương nhằm thay đổi phong tục tập quán cùng việc cải cách tổ chức nông thôn của tộc người Khmer ở Nam Bộ, khiến họ mất quyền tự trị càng gây thêm căm phẫn.
Đề cập đến vấn đề này, nhà văn Sơn Nam, viết:
Chánh sách của vua Minh Mạng đối với người Miên (luôn cả người Lào, người Mường...) là "nhứt thị đồng nhơn" (xem tất cả cùng là người), nghe qua thì như là dân chủ, nhưng thực chất là muốn bắt buộc các sắc dân phải theo luân lý, theo cách tổ chức thôn xóm, cúng tế của Việt Nam và Tàu, lại buộc họ phải lấy họ, như họ Sơn, Thạch, Kim, Kiên...
Bực dọc âm ỉ cho đến đầu năm 1841, thì tộc người Khmer ở nhiều nơi lần lượt nổi lên chống Nguyễn (trong số đó có cuộc nổi dậy ở Ba Xuyên), bởi lúc bấy giờ vua Thiệu Trị vừa nối ngôi, loạn lạc trong nước chưa yên, còn ở Trấn Tây thành (Chân Lạp) thì quan quân nhà Nguyễn đang bị người bản xứ chống đối mạnh mẽ...

## Diễn biến
Tháng 3 năm Tân Sửu (1841), Sơn Tốt đem lực lượng của mình đã chiêu tập được hiệp với lực lượng của thủ lĩnh Trần Lâm, bởi cả hai có chung một địa bàn (Ba Xuyên) và chung một mục đích chống Nguyễn.
Ngoài ra, Sơn Tốt còn cho liên kết với cuộc nổi dậy của Lâm Sâm ở phủ Lạc Hóa (Trà Vinh) nhằm hỗ trợ và chia sức quân triều.

### Trận phủ thành Ba Xuyên
Khởi đầu, Sơn Tốt và Trần Lâm chia lực lượng ra làm hai, một cánh bao vây phủ thành Ba Xuyên., một cánh kéo lên phía Bắc đánh phá huyện thành Vĩnh Định (ở xã Tân An, thành phố Cần Thơ hiện nay).
Hốt hoảng, viên Tri huyện Vĩnh Định trốn chạy, đồng thời cấp báo lên cấp trên ở tỉnh Vĩnh Long. Tổng đốc Long Tường (Vĩnh Long & Định Tường) Dương Văn Phong thân đem quân đến cứu, chiếm lại được huyện lỵ Vĩnh Định, rồi tiến luôn đến Bãi Xàu, để giải vây cho phủ thành Ba Xuyên. Ở phía ngoài phủ thành Ba Xuyên, một trận đánh quyết liệt đã diễn ra, làm thủ lĩnh Sơn Tốt chết ngay tại trận.
Tuy giải phóng được phủ thành Ba Xuyên, nhưng lực lượng của Trần Lâm vẫn còn đóng giữ khu vực chợ Bãi Xàu. Để đánh bật đối phương ra khỏi nơi ấy, Tổng đốc Phong cho quân theo đường thủy và đường bộ đánh thẳng vào chợ Bãi Xàu, phá vỡ được thế chống cự của quân nổi dậy, thu hết các thứ tích trữ, đốt hết các đồn bảo, bắt được nhiều thuyền bè và khí giới.
Bị đánh thua, Trần Lâm cho phân tán quân ra rút khỏi chợ Bãi Xàu, rồi chia nhau đóng ở các xứ Mã Tộc, Sóc Trăng (tên khu vực trùng tên tỉnh) và Trà Tâm.
Nhận được tin đội quân của Trần Tâm và của Lâm Sâm vẫn đang khẩn trương đào hào đắp lũy, tính kế kháng cự lâu dài với quân triều đình, vua Thiệu Trị vội vàng cho triệu Tham tán thành Trấn Tây là Nguyễn Tiến Lâm (Sơn Nam ghi là Nguyễn Tấn Lâm) từ Nam Vang về nước, để nắm quyền tổng chỉ huy cuộc trấn áp. Ngoài ra, nhà vua còn điều thêm hai tướng nữa là Nguyễn Công Trứ (về nước cùng với Nguyễn Tiến Lâm), Nguyễn Tri Phương cùng tiếp tay. Đến khi tướng Trương Minh Giảng rút quân từ Chân Lạp về An Giang, lại có thêm 3.000 quân nữa cùng tham gia cuộc trấn áp.

### Trận Mã Tộc
Khoảng cuối mùa xuân năm 1841, Trần Lâm vẫn còn trong tay hơn 6.000 quân. Ngán ngại trước sức mạnh này, Tổng đốc Phong viện cớ ốm (đau chân), để giao quyền chỉ huy lại cho Lãnh binh Nguyễn Duy Tráng.
Lãnh binh Tráng bèn dẫn ba đạo quân tiến đến xứ Mã Tộc. Sách Đại Nam thực lục kể lại đại để như sau:
Quân nổi dậy giả vờ tổ chức tiệc rượu, chờ cho quân triều tới nơi thì bỏ chạy tán loạn. Quân triều tưởng rằng đối phương bị đánh bất ngờ nên chạy trốn, bèn tranh nhau công vào tiệc rượu, ngả cờ, buông khí giới ngồi xuống ăn uống. Tức thì quân Trần Lâm quay trở lại đánh úp, làm tan rã đạo hậu quân. Hai đạo trung và tiền nghe tin, liền hốt hoảng vất cả khí giới mà chạy.
Thời may, cánh quân cứu viện do Phó lãnh binh Mai Văn Đổng đến kịp, đuổi được quân nổi dậy ra khỏi đồn, nhưng viên lãnh binh này không dám xua quân truy đuổi vì lý do "đường đi có quá nhiều sông ngòi chằng chịt, không tiện đuổi theo đến cùng". Sau trận này, phía quân triều chết hai Phó vệ úy, một Phó quản cơ và 5 Phó cơ (trong số đó có một Phó vệ úy Cẩm y vệ và một viên Phó cơ đều bị giết chết ngay tại bàn tiệc). Về vũ khí, quân triều mất 14 súng lớn cùng rất nhiều binh khí và đạn dược..

### Trận Sóc Trăng và Nhu Gia
Tuy gây nhiều thiệt hại cho quân triều, nhưng quân nổi dậy phải bỏ căn cứ Mã Tộc mà chạy về Sóc Trăng và Nhu Gia, là hai nơi hiểm yếu, làm thêm rào chắn, đấp thêm lũy đất và cảng ngăn sông.
Nghe do thám báo về đường bộ và đường thủy dẫn đến hai căn cứ đều bị nghẽn, Tổng đốc Dương Văn Phong càng thêm lo, bèn lấy cớ chân chưa được khỏe, để sai các thuộc cấp của mình đem quân thủy bộ tiến đánh.
Không đợi quân triều tới nơi, ở Sóc Trăng, thủ lĩnh Trần Sâm cứ một toán quân nhỏ ra kiêu khích rồi giả vờ bỏ chạy. Sợ mắc mưu như ở trận Mã Tộc, quan quân lụt tục kéo về, nhưng đến nửa đường thì bị quân nổi dậy mai phục ở hai bên bờ sông xông ra đánh thọc sườn, phải tháo chạy hết về phủ thành Ba Xuyên.
Tương tự, ở Nhu Gia quân triều cũng bị phục binh mà tan tan cả. Quân nổi dậy đã lấy nhiều giáo nhọn phóng bừa ra làm cho Phó lãnh binh Mai Văn Đổng, hai Phó vệ úy và hai Phó cơ chết ngay tại trận, binh lính ngã xuống sông chết đuối cũng nhiều, lại bị mất khẩu súng quá sơn lớn bằng đồng và khí giới các hạng.

### Trận Trà Tâm
Cũng thời gian này, một cánh quân do Hòe Ất (vốn là thuộc cấp của Sơn Tốt) chỉ huy từ vùng sông Ô Môn (nay là quận Ô Môn, thành phố Cần Thơ) kéo về đóng ở Trà Tâm.
Hy vọng không đánh mà có thể thắng được, tướng Nguyễn Tri Phương bèn cho người đi chiêu hàng.
Nhưng chờ mãi không thấy quân nổi dậy buông khí giới, mà chỉ thấy đối phương tiếp tục bố trí trận địa phòng ngự, tướng Phương bèn chia quân ra làm ba mũi cùng tiến về Trà Tâm.
Trước lực lượng đông đảo và hùng hổ này, Hòa Ất không cho quân ra đối mặt, mà chỉ cho mai phục, rồi đánh tạt ngang sườn đạo hậu quân, giết chết tại trận một viên Phó vệ úy, một viên Phó cơ. Còn súng lớn súng nhỏ, khí giới và nghi trượng bị bỏ mất khá nhiều.

### Kết thúc
Khoảng cuối tháng 9 âm lịch năm Tân Sửu (1841), thủ lĩnh Trần Sâm lại tập hợp được ngót 5.000 quân.
Cùng thời gian này, tình hình trên đất Chân Lạp rất tồi tệ, buộc vua Thiệu Trị phải ra lệnh cho tướng Trương Minh Giảng lặng lẽ rút quân về nước. Nhưng khi đến nơi thì viên tướng này mất vì bệnh (nhưng lý do chính là vì buồn giận triều đình. [lời của Sơn Nam]). Không bỏ lỡ cơ hội, quân Xiêm mở ngay cuộc xâm lăng vào lãnh thổ nước Việt.
Vừa lo thù trong, giặc ngoài, vừa nóng lòng vì không phá tan được quân nổi dậy, tướng tổng chỉ huy cuộc đàn áp là Tham tán Nguyễn Tiến Lâm, gấp rút dốc hết lực lượng, chia làm ba mũi, tiến đến giồng Cổ Lũy (có lẽ ở Mã Tộc) rồi cùng đánh khép lại.
Tháng 10, quân triều đánh tan được lực lượng của Lâm Sâm ở Rum-Đuôn, làm cho lực lượng của Trần Lâm bị cô lập, bị đàn áp dữ dội, và rồi suy yếu nhanh chóng. Sang đầu năm 1842, trong một trận đánh ở gần Sóc Trăng, thủ lĩnh Trần Lâm bị giết tại mặt trận. Từ lúc đó, cuộc nổi dậy ở Ba Xuyên kể như kết thúc.
Nhìn chung, giống như các nổi dậy ở Lạc Hóa (Trà Vinh), Hà Tiên và vùng Thất Sơn (An Giang), cuộc nổi dậy ở Ba Xuyên năm 1841 vẫn có một kết cục thảm hại, vì quân đội lúc này hãy còn mạnh và vì đây cũng chỉ là một cuộc nổi dậy mang đậm tính địa phương riêng rẽ, giá trị thu hút của nó cũng không lớn.
Nhưng điểm đáng chú ý ở đây là, người đứng đầu cuộc nổi dậy vốn là quan chức ở địa phương, và thuộc tộc người Khmer.

## Sách tham khảo
- Quốc sử quán (triều Nguyễn), Đại Nam thực lục (Tiền biên và Chính biên). Nhà xuất bản Sử học và Nhà xuất bản KHXH, Hà Nội, 1962-1972.
- Sơn Nam, Lịch sử khẩn hoang miền Nam . Nhà xuất bản Văn nghệ Thành phố Hồ Chí Minh, 1994.
- Nguyễn Phan Quang, Việt Nam thế kỷ 19 (1802-1884). Nhà xuất bản Tp. HCM, 2002.
- Nguyễn Phan Quang, Lịch sử Việt Nam (1427-1858), quyển 2, tập 2. Nhà xuất bản Giáo dục, 1977.
- Nhiều người soạn, Đại cương lịch sử Việt Nam (tập I). Nhà xuất bản Giáo dục, 2007.